# Zoeterwoudsesingel
De Zoeterwoudsesingel is een singel en straat in de Nederlandse stad Leiden. 
De singel ligt aan de zuid- en zuidoostrand van de in de 17e eeuw gereed gekomen singelstructuur die de binnenstad van Leiden omsluit en loopt van de Nieuwe Rijn tot de Witte Singel.
De straat ligt aan de buitenzijde van de singel, aan de binnen- of centrumzijde ligt geen doorgaande straat direct langs het water. Wel liggen de Jan van Houtkade, de Plantagelaan en de Utrechtse Veer langs de Zoeterwoudsesingel.
De Zoeterwoudsesingel wordt vaak gezien als een van de mooiste singels van Leiden. Dit komt vooral door de aanwezigheid van het Plantsoen, een stadspark op voormalige bolwerken, en de statige 19e-eeuwse villa's en herenhuizen aan weerszijden van het water.
De singel vormt dan ook een vast programmapunt op de rondvaarten door de Leidse binnenstad.
Net als langs de Witte Singel bevinden zich hier geen woonboten langs de oevers, die het zicht op en vanaf het water zouden kunnen belemmeren. Dit, in tegenstelling tot de overige singels rond het centrum.
De singel is vernoemd naar het dorp Zoeterwoude, waar de singel ooit tot behoorde.

## Fotogalerij

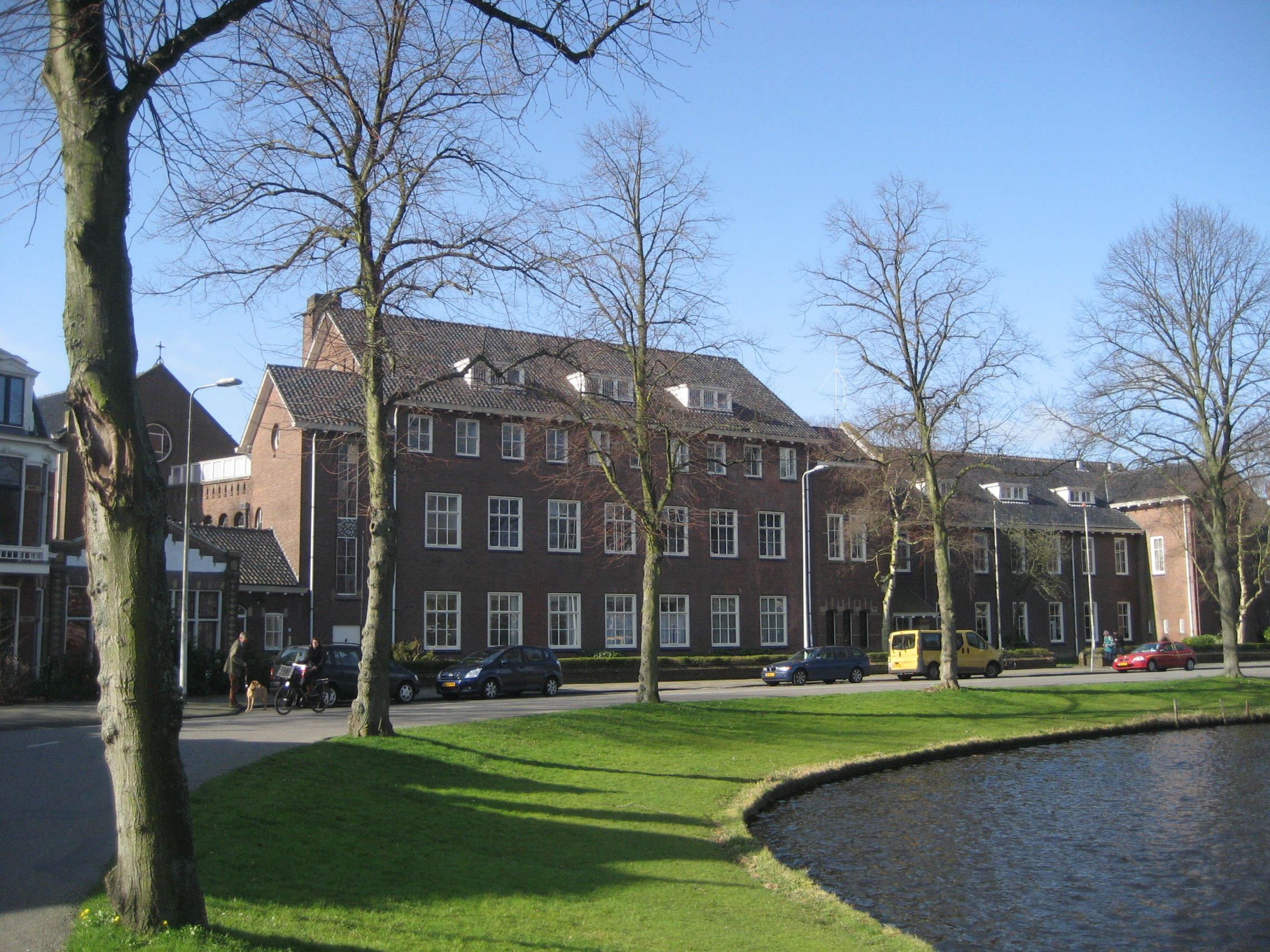
Begin van de singel
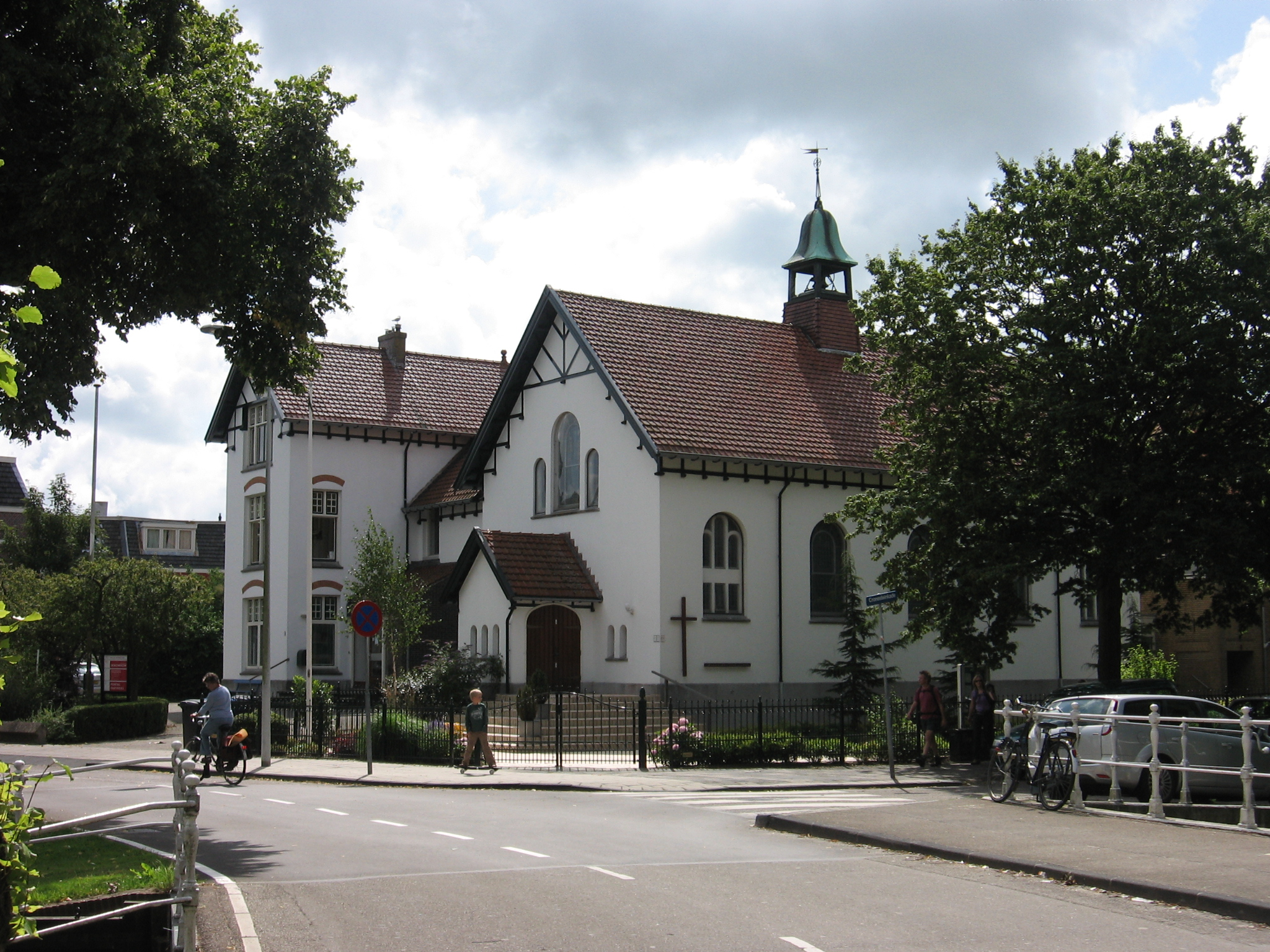
Oud-katholieke kerk
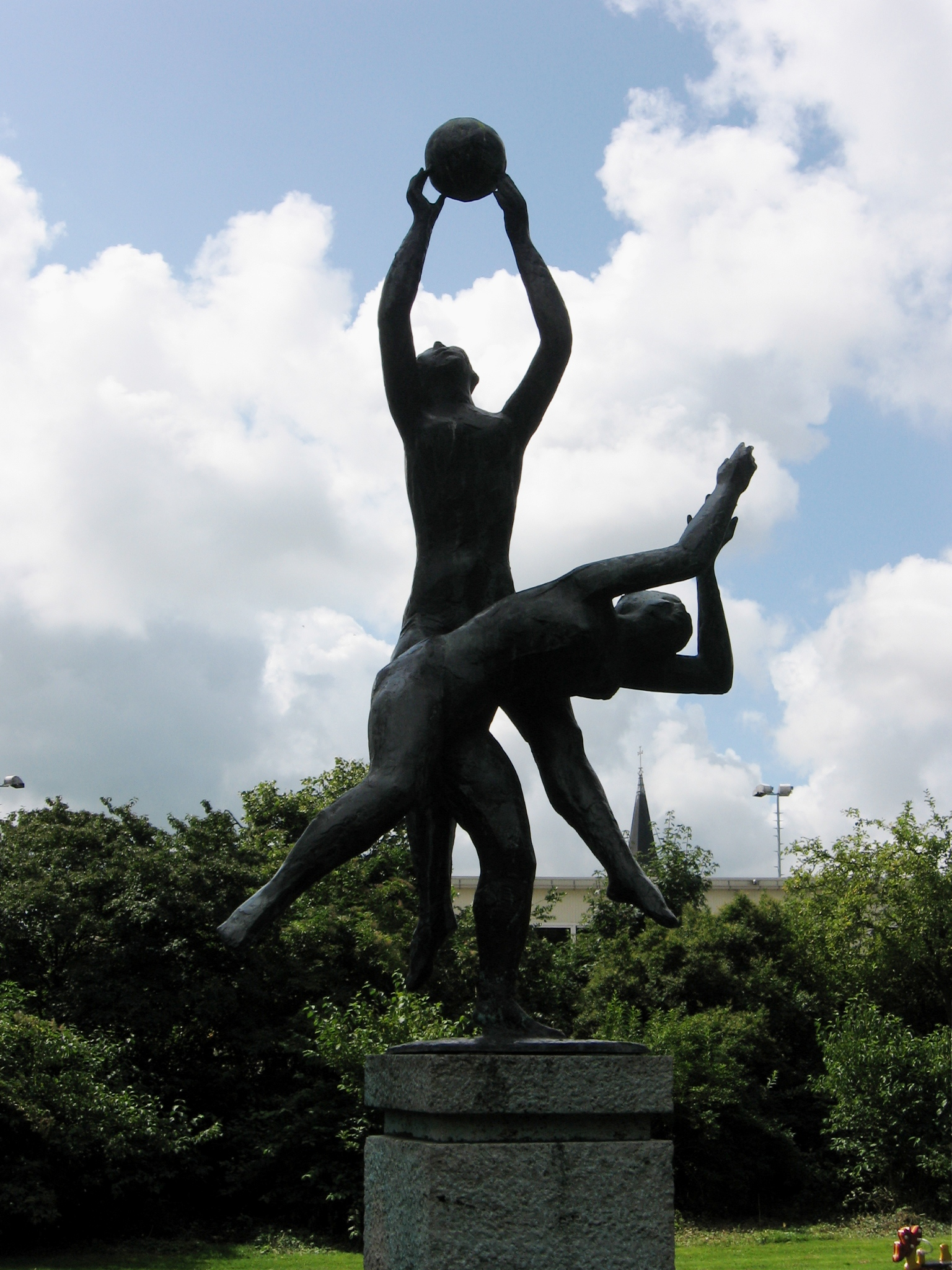
Korfbalsters (Piet Killaars)
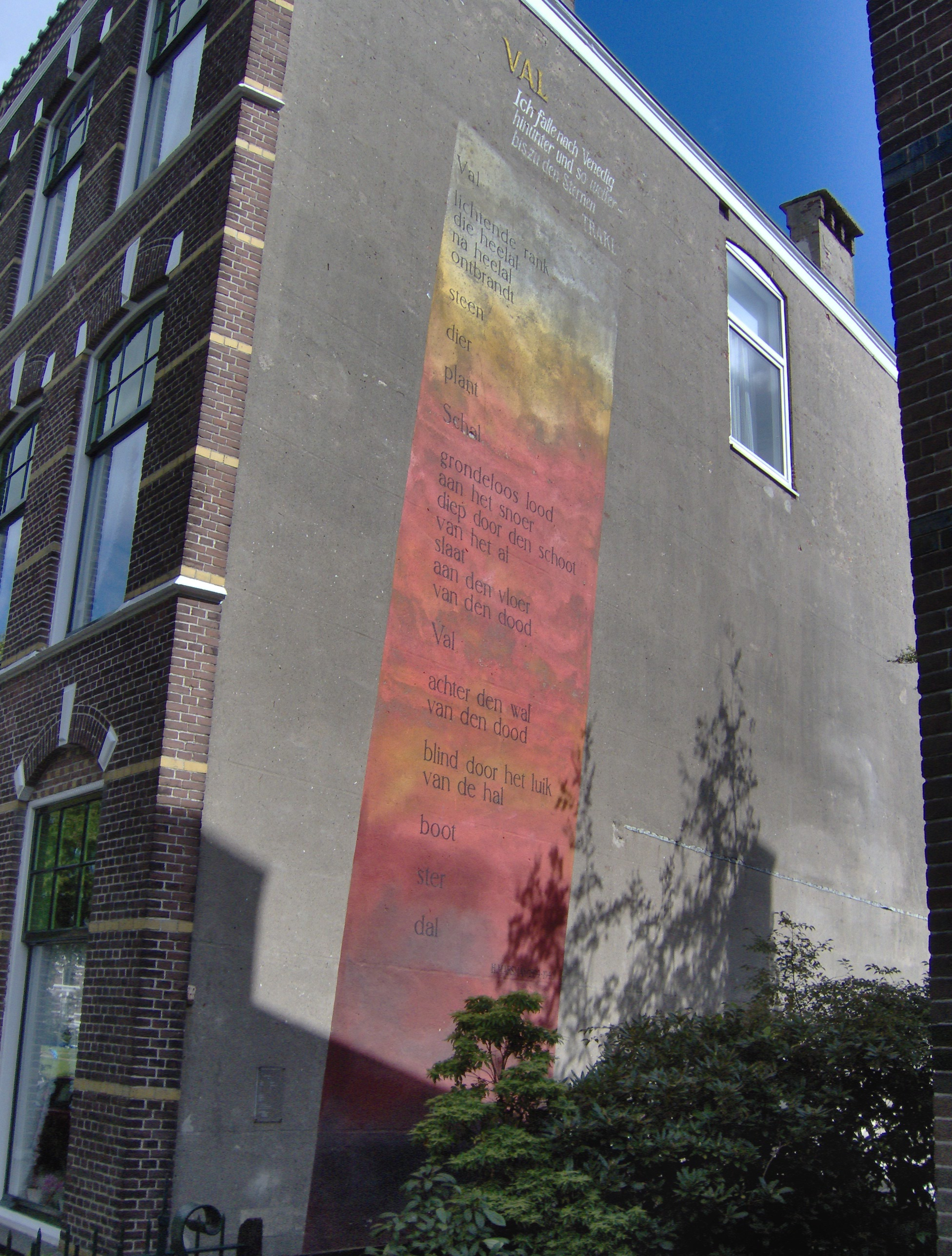
Muurgedicht van Marsman
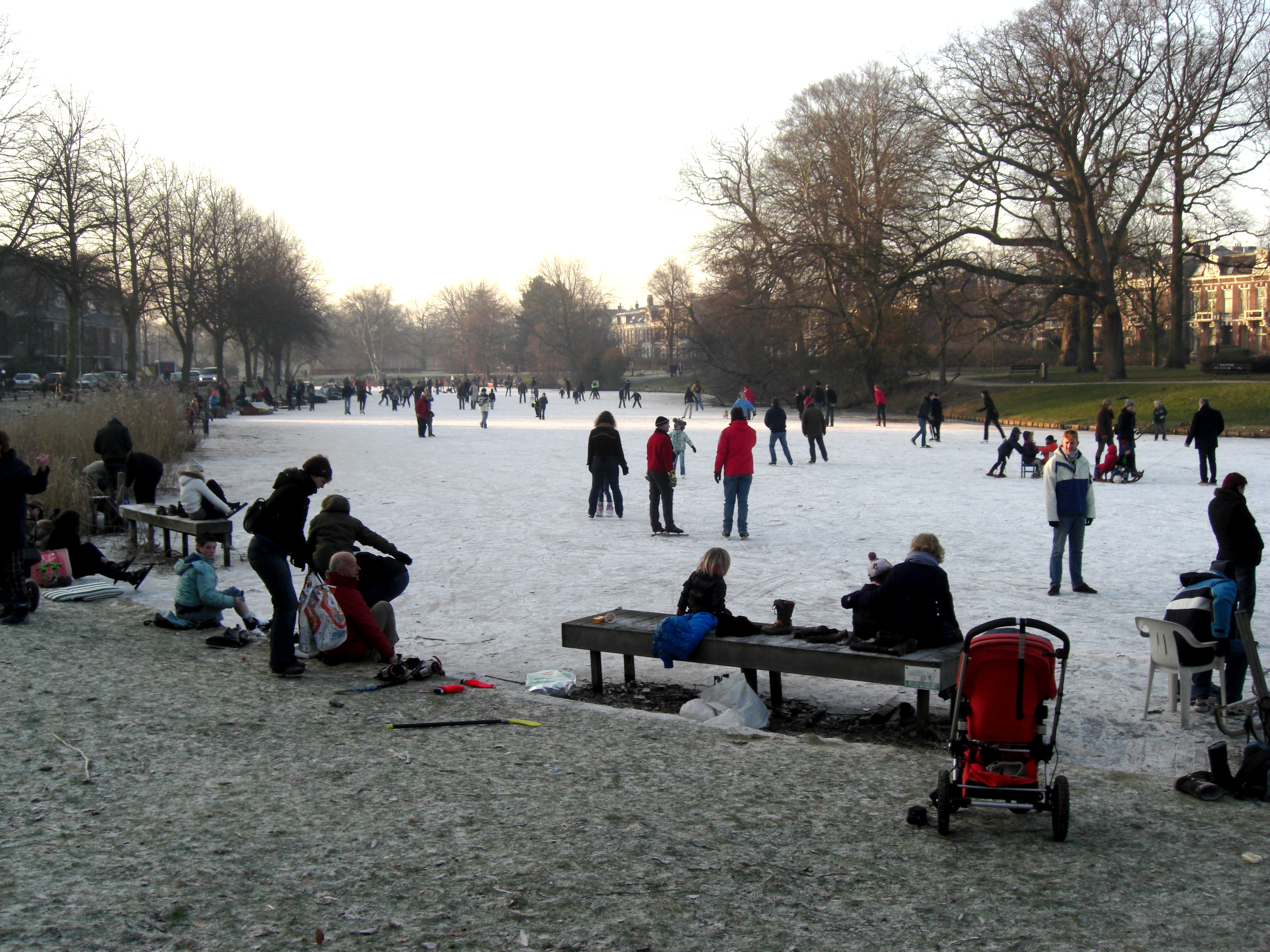
Schaatspret (2009)

Aalmarkt · Beschuitsteeg · 4e Binnenvestgracht · Botermarkt · Bouwelouwensteeg · Breestraat · Diefsteeg ·  Fokkestraat · Galgewater · Groenesteeg · Haarlemmerstraat · Hogewoerd · Korte Bouwelouwensteeg · Lammermarkt · Noordeinde · Van der Werfstraat  · Witte Singel · Zoeterwoudsesingel